# Yasukazu Hamada
Yasukazu Hamada (浜田 靖一?, Hamada Yasukazu; Futtsu, 21 ottobre 1955) è un politico giapponese, ministro della difesa dal 2008 al 2009 e nuovamente dal 2022 al 2023.
Membro del Partito Liberal Democratico, è deputato nella Camera dei rappresentanti dal 1993.
Ricevette il primo incarico come ministro della difesa nel settembre 2008 con il Governo Asō. Dall'agosto 2022 al settembre 2023 ha ricoperto nuovamente la stessa carica nel Governo Kishida II.